# Jörg Menzel
Jörg Menzel (* 31. Januar 1965; † 9. April 2016 in Istanbul) war ein deutscher Rechtswissenschaftler und Hochschullehrer.

## Leben
Menzel studierte nach dem Abitur 1984 und Wehrdienst von 1986 bis 1992 Rechtswissenschaften an der Universität Bonn. Nach dem Referendariat und Tätigkeit beim Bundesministerium der Justiz wurde er 1996 Wissenschaftlicher Assistent bei Wolfgang Löwer wieder an der Universität Bonn. 1998 erfolgte dort seine Promotion zum Dr. iur. mit der Dissertation Landesverfassungsrecht: Verfassungshoheit und Homogenität im grundgesetzlichen Bundesstaat. Seine Habilitation erfolgte ebenfalls an der Universität Bonn mit der Schrift Internationales öffentliches Recht: Verfassungs- und Verwaltungsgrenzrecht in Zeiten offener Staatlichkeit. Anschließend war er dort als Privatdozent tätig.
Von 2003 bis 2010 war Menzel hauptberuflich als Rechts- und Gesetzgebungsberater beim Senat des Königreichs Kambodscha tätig und als Dozent an diversen kambodschanischen Hochschulen. Neben vielen Dozententätigkeiten in ganz Asien war er 2009 Gastprofessor an der Universität Kōbe in Japan. Für die Deutsche Gesellschaft für Internationale Zusammenarbeit war Menzel anschließend 2010 und 2011 Berater für Rechtsreformprojekte in Kambodscha, darunter für die Erarbeitung eines Verwaltungsverfahrensgesetzes und zudem für die Rechts- und Justizreform in Kirgisistan.
Von 2011 bis 2015 war er Lehrstuhlvertreter an den Universitäten in Köln, Bonn, Dresden und Erfurt sowie an der EBS Universität für Wirtschaft und Recht. Ab 2015 bis zu seinem Tod lehrte er an der Türkisch-Deutschen Universität in Istanbul und nahm Lehraufträge an der Technischen Universität in Dresden wahr. Er hatte in Istanbul eine DAAD-Langzeitdozentur inne. Zuletzt wurde ihm der Titel eines Professors/Assistant Professors zugeschrieben. Er soll dort 2016 noch einen Lehrstuhl übernommen haben und gehörte zu den Gründungsmitgliedern der Rechtswissenschaftlichen Fakultät der Universität.
Sein Nachlass wurde 2017 durch die Universitätsbibliothek Augsburg übernommen.

## Publikationen
- mit Hor Peng und Kong Phallack (Hrsg.): Introduction in Cambodian Law. KAS, Phnom Penh (Cambodia) 2012, ISBN 978-99950-982-1-6.
- Internationales öffentliches Recht: Verfassungs- und Verwaltungsgrenzrecht in Zeiten offener Staatlichkeit. Mohr Siebeck, Tübingen 2011, ISBN 978-3-16-149558-8.
- als Hrsg.: Völkerrechtsprechung: ausgewählte Entscheidungen zum Völkerrecht in Retrospektive. Mohr Siebeck, Tübingen 2005, ISBN 3-16-148515-7.
- Landesverfassungsrecht: Verfassungshoheit und Homogenität im grundgesetzlichen Bundesstaat. Boorberg, Stuttgart 2002, ISBN 3-415-02987-5.
- als Hrsg.: Verfassungsrechtsprechung: hundert Entscheidungen des Bundesverfassungsgerichts in Retrospektive. Mohr Siebeck, Tübingen 2000, ISBN 3-16-147315-9.
- mit Wolfgang Löwer: Privatisierung, Zuordnung und Restitution des Energieversorgungsvermögens in den neuen Bundesländern. Heymann, Köln 1998, ISBN 3-452-23764-8.